# Esteban Moreno Resano
Esteban Moreno Resano est un historien espagnol, spécialiste de l'Antiquité romaine au IVe siècle.

## Biographie
Esteban Moreno Resano passe en 2006 sa thèse de doctorat à l'université de Saragosse, thèse consacrée à « Constantin et les cultes traditionnels ».
Il enseigne à l'université de Saragosse, au département des Sciences de l'Antiquité,.

## Œuvres
- Thèse : (es) Esteban Moreno Resano et María Victoria Escribano Paño (dir. thèse), Constantino y los cultos tradicionales, Université de Saragosse, 2006

Estaban Moreno Resano est l'auteur de nombreux articles relatifs à l'empereur romain Constantin Ier.
- (es + en) « La política de fundación de ciudades de Constantino (306-337) », Espacio Tiempo Y Forma. Serie II, Historia Antigua, no 19,‎ 2007 (lire en ligne).
- (es) « La política constantiniana en la provincia de Palestina entre 324 y 326 d.C.. », Ktèma : civilisations de l'Orient, de la Grèce et de Rome antiques, no 36,‎ 2011, p. 369-384 (lire en ligne).
- (es) « Las ejecuciones de Crispo, Licinio el Joven y Fausta (año 326 d.C.): nuevas observaciones », Dialogues d'histoire ancienne, vol. 41, no 1,‎ 2015, p. 177-200 (lire en ligne).